# Wolfgang Knust
Wolfgang Knust (* 11. Januar 1929; † 10. Juni 2013) ist ein ehemaliger deutscher Fußballtorwart. Für den SC Chemie Halle Leuna stand er in den Jahren 1955 und 1958 17-mal im Tor der DDR-Oberligamannschaft, außerdem war er langjähriges Mitglied des FC Grün-Weiß-Piesteritz.

## Sportliche Laufbahn
Knust kam als Torwart des SC Chemie Halle-Leuna zu seinen ersten Oberligaeinsätzen, nachdem sich der Stammtorhüter Meininger zu Beginn der Rückrunde der Saison 1954/55 eine langwierige Verletzung zugezogen hatte. Knust wurde vom 15. Punktspiel an eingesetzt und bestritt hintereinander sieben Partien, ehe er vom künftigen Stammtorwart Günter Melchior abgelöst wurde. Danach war Knust nur noch Ersatztorwart, bis 1958 stand er nur 17-mal bei Punktspielen im Tor der 1. Mannschaft des SC Chemie. Daneben absolvierte er 1956 (Umstellung auf den Kalenderjahr-Spielrhythmus) auch acht Spiele in der zweitklassigen DDR-Liga, da die Hallenser 1955 abgestiegen waren. Bis zum Sommer 1958 bestritt Knust seine meisten Spiele mit der Reservemannschaft des SC Chemie. Im Juni 1958 fusionierte der SC Chemie Halle-Leuna mit dem SC Wissenschaft Halle und trat danach als SC Chemie Halle auf. Die DDR-Liga-Mannschaft des SC Wissenschaft wurde zur 2. Mannschaft des SC Chemie und durch mehrere Spieler des SC Chemie verstärkt, zu diesen gehörte auch Torwart Knust, der aber weiterhin Ersatztorwart blieb. Da die 1. Mannschaft nach der Saison 1958 erneut abstieg, musste der SC Chemie II 1959 in der drittklassigen II. DDR-Liga antreten, die Mannschaft wurde wieder an die HSG Wissenschaft abgegeben. Dort blieb Knust noch bis zum Ende der Saison 1960, danach beendete er seine Laufbahn als Leistungssportler.
Schon 1939 war er dem Verein FC Grün-Weiß Piesteritz, damals noch TSB (Turn- und Sportverein) und später BSG Chemie Piesteritz, beigetreten. Nach seiner Zeit beim SC Chemie Halle-Leuna nahm er aktiv am Vereinsleben teil, im Traditionsteam sowie als Trainer. Nach einem Herzinfarkt 1990 beendete er seine aktive Fußballkarriere und blieb dem Verein aber weiterhin treu. 2004 wählte der FC Grün-Weiß Wolfgang Knust in die „Elf des Jahrhunderts“.